# Cyperus distinctus
Cyperus distinctus är en halvgräsart som beskrevs av Ernst Gottlieb von Steudel. Cyperus distinctus ingår i släktet papyrusar, och familjen halvgräs. Inga underarter finns listade i Catalogue of Life.